# Eduardo Chillida
Eduardo Chillida Juantegui (San Sebastián, 10 de enero de 1924 - San Sebastián, 19 de agosto de 2002) fue un escultor y grabador español conocido por sus trabajos en hierro y en hormigón, destacado continuador de la tradición de Julio González y Pablo Picasso.
A principios de los años 1940 fue jugador de la Real Sociedad de Fútbol, disputando 14 partidos.

## Biografía

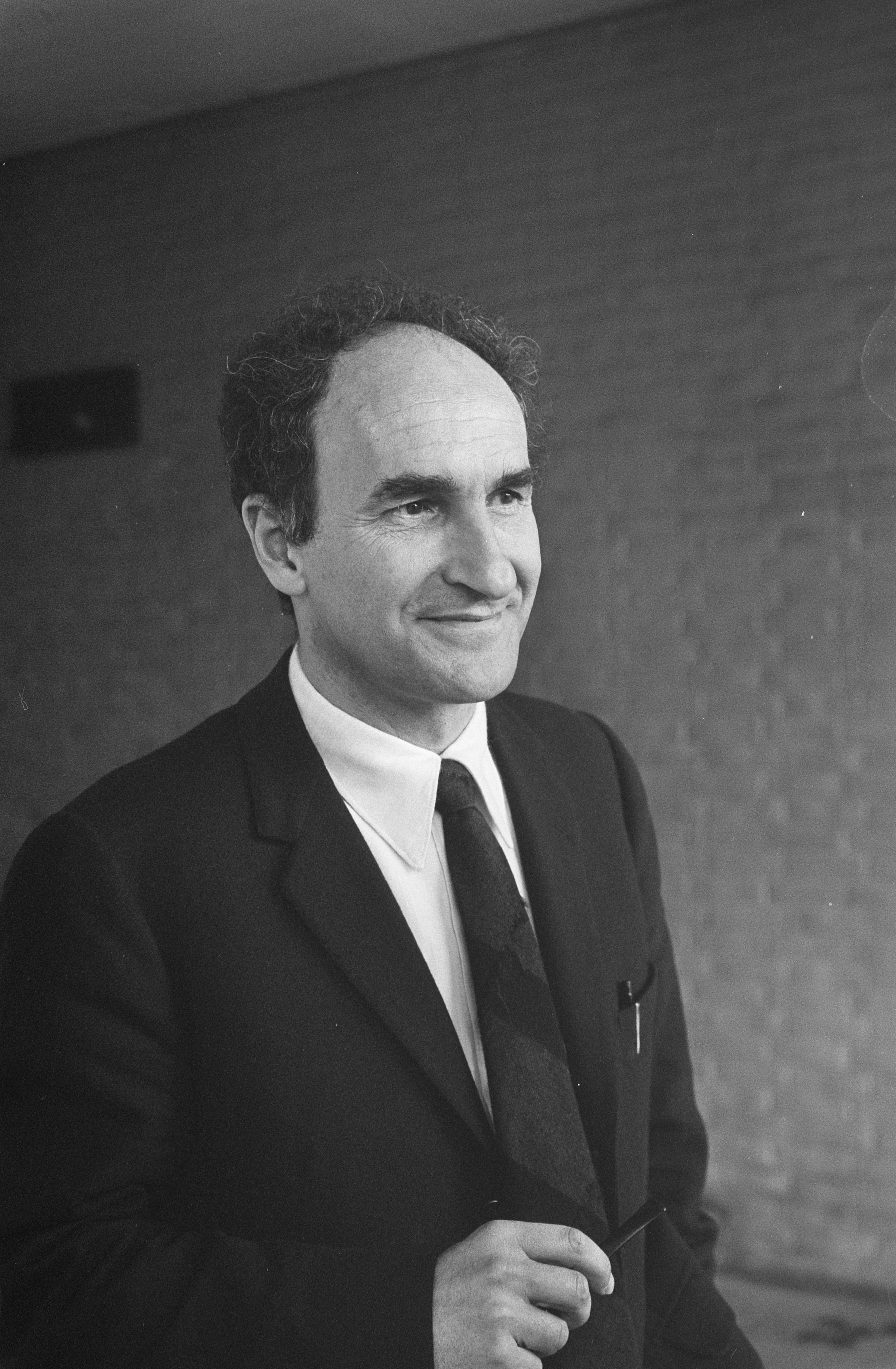
Chillida en abril de 1969

Nació el 10 de enero de 1924 en San Sebastián, era el tercer hijo de Pedro Chillida y su mujer, la soprano Carmen Juantegui. Fue portero de fútbol en la Real Sociedad de Fútbol, pero a causa de una lesión tuvo que dejarlo habiendo disputado apenas 14 partidos. A los diecinueve años inició en la Universidad Politécnica de Madrid los estudios de Arquitectura, tras preparar el ingreso en la Escuela Técnica Superior de Arquitectura (ETSAM) junto a José Luis Romany Aranda. Chillida estudió varios años en la ETSAM sin completar el ciclo formativo como arquitecto, y continuó una formación centrada en la escultura y el dibujo en el Círculo de Bellas Artes de Madrid. 
Su actividad comienza en torno a 1948, cuando se traslada a París. Allí entabla amistad con Pablo Palazuelo. 
En 1950 regresa a San Sebastián, se casa con Pilar Belzunce de Carlos y se instalan en Villaines-sous-Bois, un pueblecito francés en la región de Isla de Francia, departamento de Valle del Oise. Cuando nace el primero de sus hijos regresa definitivamente a San Sebastián y comienza a trabajar en Hernani en una fragua, donde el hierro introduce un cambio fundamental en su trayectoria. Por sugerencia de su amigo Pablo Palazuelo, hace en 1954 su primera exposición individual en la Galería Clan de Madrid. En 1964 recibe el Premio de Escultura del Carnegie Institute de Pittsburg.
En 1981 recibe la Medalla de Oro al Mérito de las Bellas Artes en Madrid. En 1983 recibe el Premio Europäischer der Künste en Estrasburgo. Es nombrado Miembro Honorario de la Royal Academy of Arts de Londres. En 1984 recibe el Grand Prix des Arts et Letres de París. También le fueron otorgados el Premio Príncipe de Asturias de las Artes en 1987 y el Premio Imperial Japonés en 1991.
En la última parte de su vida, el propio Chillida constituyó el museo Chillida-Leku, en el caserío de Zabalaga (Hernani). Es una construcción tradicional vasca remodelada por el escultor y rodeada de un gran espacio de jardines que alberga la obra del artista. Allí se dejó ver en público por última vez, en octubre de 2000, en un acto celebrado en el museo, en el que fue nombrado doctor honoris causa por la Universidad Complutense de Madrid. Le quedó pendiente el proyecto de la montaña de Tindaya, en Fuerteventura, pues no llegó a realizarse antes de que el escultor falleciera el 19 de agosto de 2002. 
A lo largo de su vida, además de recoger infinidad de premios y condecoraciones, Chillida participó en centenares de exposiciones alrededor del mundo entero. Por ejemplo, la Bienal de Venecia (1958), el premio Carnegie (1965) o el Rembrandt (1975).

## Obra

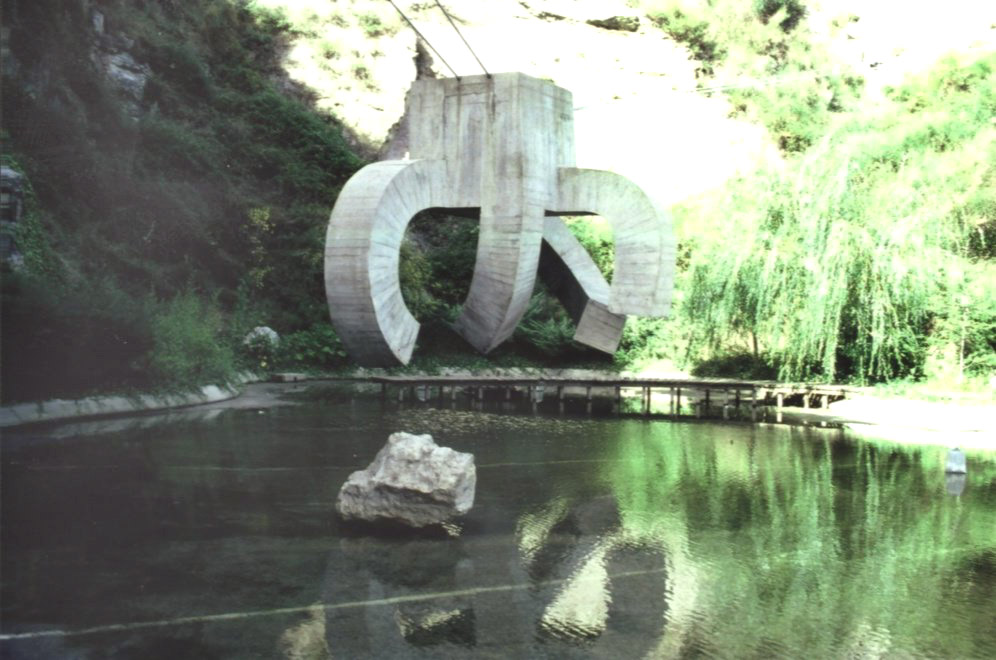
Elogio del agua (1987), parque de la Creueta del Coll, Barcelona.

Sus primeras esculturas son obras figurativas, torsos humanos tallados en yeso como Forma, Pensadora, Maternidad, Torso o Concreción. En todas ellas, el punto de partida es la escultura griega arcaica, pero se aprecia ya su preocupación por la forma interior además de tener un marcado sentido monumental. Los juegos de volúmenes y los valores de la masa lo acercan al lenguaje de Henry Moore.  Empezó a modelar obras figurativas, pero poco a poco tendió hacia formas más abstractas. En 1949 realizó Metamorfosis, obra que ya puede ser considerada abstracta.
Alrededor de 1951, con su empleo en la fragua, se inicia en el trabajo del hierro. Emprende entonces un ciclo de esculturas no imitativas, yendo en aumento su preocupación por la introducción de espacios abiertos. Huye de la imitación de la naturaleza y va en busca de la creación e invención. Cada una de sus obras plantea un problema espacial que trata de resolver con la ayuda del material, según las características o propiedades del mismo. Ilarik (1951) es su primera escultura abstracta. Significa "piedra funeraria" y está inspirada en las estelas funerarias y en los aperos del pueblo vasco. Se aprecia la relación entre la masa maciza del monolito y el espacio que señala. Centrado en el empleo del hierro ejecutó a veces unas obras de macizo aspecto y otras más aéreas. Siempre intentando captar el espacio a base de ritmos geométricos que lo estructuraban arquitectónicamente. Algunos ejemplos son Peine del viento, Música de las esferas, Oyarak (Eco) y Espacios sonoros. En Peine del viento la naturaleza interviene como un elemento más, sin forzarla. Recurre al viento y al agua, intentando que todos formen parte de la escultura. Para las puertas de Aranzazu busca chatarras y desechos industriales que puedan servirle. No pretende hacer unas puertas donde se coloquen esculturas, sino que ellas mismas sean las esculturas.

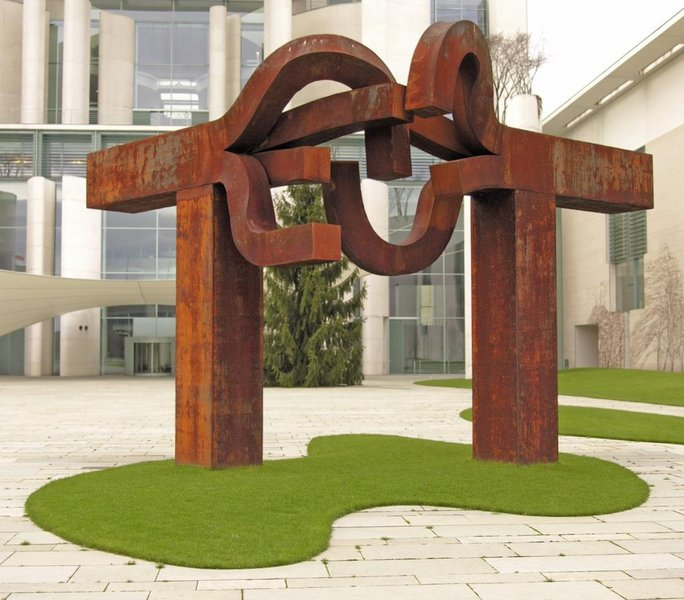
Berlín (2000). Construida en acero, representa la Reunificación de Alemania, y preside la entrada a la Cancillería Federal en Berlín (Alemania).

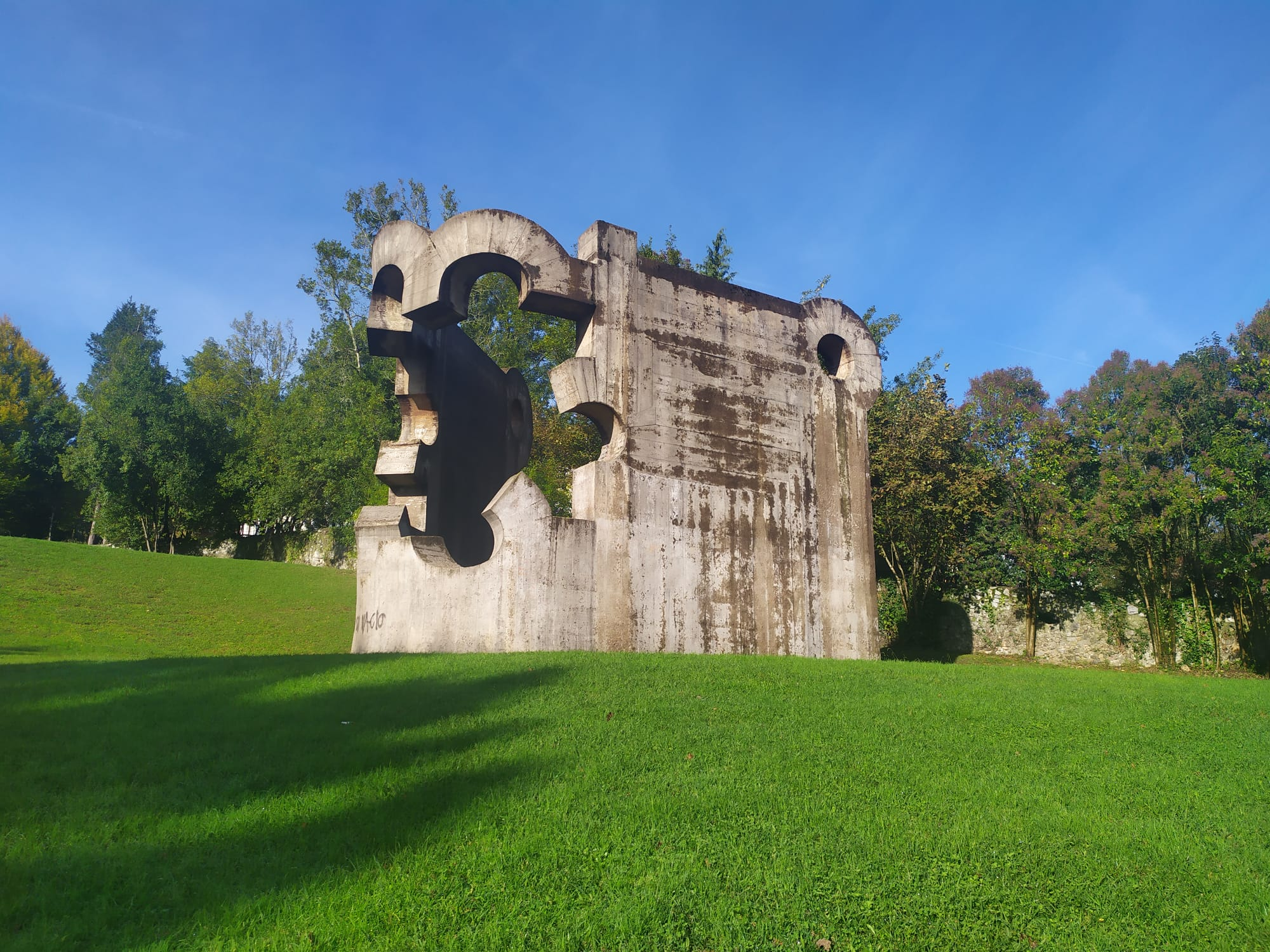
Gure Aitaren Etxea, en Guernica-Lumo.

En 1957 abre una nueva etapa de experimentación. Hasta entonces, en su lenguaje predominaban las líneas horizontales, verticales y curvas y ahora adoptará ritmos lineales más movidos e inquietos, de difícil comprensión. Ejemplos: Hierros de temblor o Ikaraundi (Gran temblor), donde el material férreo se extiende en el espacio sin tratar de capturarlo. También elabora Rumor de límites, Modulación del espacio, la serie de ensayos Yunque de sueños, o la serie Abesti Gogora (Hacia lo alto). Son variadas composiciones que asentadas en rudos bloques de granito o madera, parecen extender sus ritmos al espacio con gran ligereza, a pesar del material, que no lo oculta.  En un primer momento, el hierro fue el material preferido para la búsqueda espacial, pero posteriormente introdujo otros materiales como la madera, el hormigón, el acero, la piedra o el alabastro. En la serie Alrededor del vacío, emplea el acero. El mismo material que en Gnomon, Iru Burni o Elogio de la arquitectura. Eduardo Chillida optará por unos materiales u otros de acuerdo a sus posibilidades estructurales. Elegirá el alabastro, cuya cualidad pone en relieve con la ayuda de la luz para hacer referencias a la Arquitectura. La serie Elogio a la luz, compuesta por trece ensayos de ortogonales volúmenes, cuyas paredes están atravesadas por breves y estrechos corredores que, rectos y curvos, juegan con la luz y la sombra.

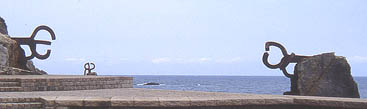
El Peine del Viento, en San Sebastián.

Desde la década de 1980, se especializa en la instalación de piezas de grandes dimensiones en espacios urbanos o en la naturaleza, que contraponen la masa y el espacio. La serie Lugar de encuentros son enormes piezas que aparecen suspendidas en el aire colgando de cables de acero. En el 1987, Chillida inauguró su obra "Gure Aitaren Etxea" que lo colocó en el Parque de Europa de Guernica-Lumo. La obra consta de un muro de hormigón con una ventana enorme, hecha con las típicas formas de Chillida. Dentro de ese muro con forma de "U", hay una pequeña escultura de bronce donde puedes meter la cabeza y tiene función de telescopio. Al meter la cabeza en esa obra pequeña y al ver tras la enorme ventana, se ve el Árbol de Gernika.
En el año 1994 creó la obra que serviría como cartel anunciador de la edición número XXXIV del Festival Internacional del Cante de las Minas, cuya imagen se adaptaría gráficamente, unos años más tarde, para convertirse en el logo que forma parte de la identidad gráfica del festival. 

## Exposiciones

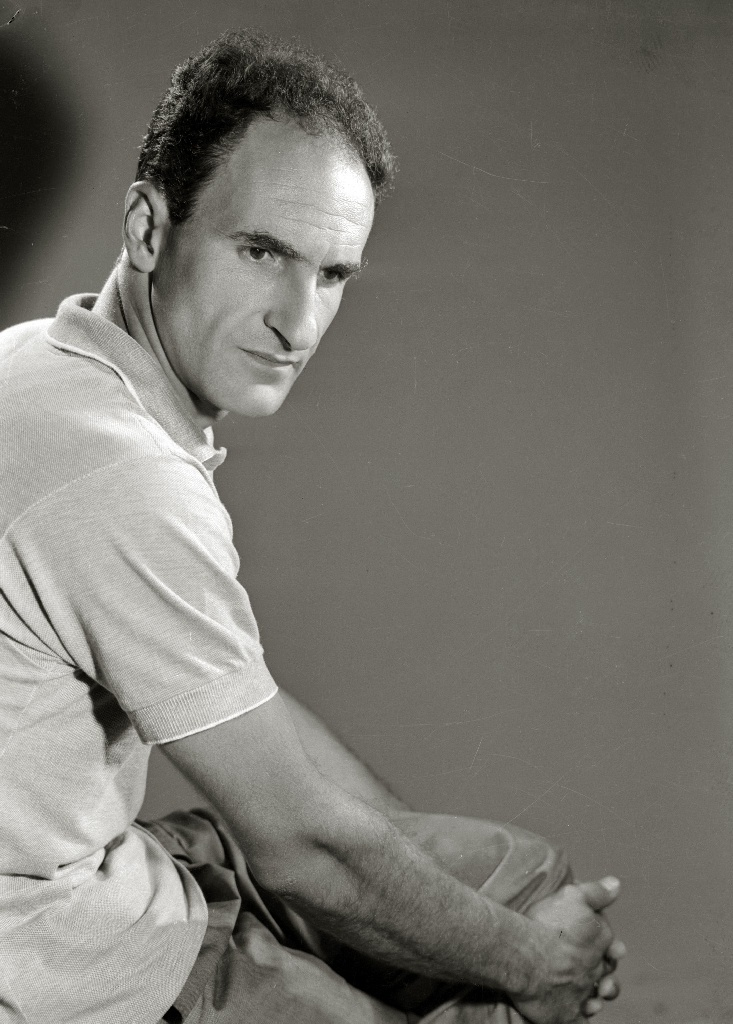
Chillida en 1973.

Chillida expuso su temprano trabajo en 1949 en el Salón de Mai en el Museo de Arte Moderno de París, y el año siguiente participó en la Red Eléctrica de l'Eblouies, un espectáculo de arte de la posguerra en el Galerie Maeght. Después de que su primera exposición en solitario en la Galería de Clan en Madrid en 1954, Chillida expuso su trabajo en más de 100 recitales. Él también participó en muchas exposiciones internacionales, incluyendo Bienal de Venecia (1958, 1988 y 1990); Aeropuerto Internacional de Pittsburgh, donde recibió el Premio de Carnegie de escultura en 1964 y, en 1978, compartió el premio Andrés W. Mellon con Willem de Kooning; y Documenta II, IV y VI. Su primera exposición retrospectiva comprensiva en los Estados Unidos fue montada por el Museo de Bellas Artes de Houston, en 1966. Las exposiciones retrospectivas gráficas y estructurales de Chillida han sido desde entonces montadas por la Galería Nacional de Arte en Washington D. C. (1979), Museo Solomon R. Guggenheim en Nueva York (1980), Palacio de Miramar en San Sebastián (1992); y Museo Nacional Centro de Arte Reina Sofía en Madrid (1999) y el Museo Guggenheim Bilbao, España (1999).

## Catálogo razonado
El 30 de octubre de 2014 fue presentado el primer tomo del catálogo razonado de la escultura de Eduardo Chillida. Esta publicación forma parte de una colección ya editada en cuatro volúmenes cuyo objetivo fue recopilar la obra completa del escultor donostiarra.
- Eduardo Chillida. Catálogo razonado de escultura. Obra completa en cuatro volúmenes, 2014-2023. Edición de Ignacio Chillida y Alberto Cobo. Donostia-San Sebastián, Editorial Nerea:

1. Volumen I. 1948-1973, 2014. ISBN 978-84-15042-85-3
2. Volumen II. 1974-1982, 2017. ISBN 978-84-15042-86-0
3. Volumen III. 1983-1990, 2019. ISBN 978-84-15042-75-4
4. Volumen IV. 1991-2002, 2023. ISBN 978-84-15042-82-2

## Premios y reconocimientos
- Premio de Escultura del Carnegie Institute de Pittsburg (1964).[11]
- Premio del Art Institute de Providence (1966).[11]
- Medalla de Oro al Mérito de las Bellas Artes (1981).[12]
- Premio Europäischer der Künste en Estrasburgo (1983).
- Miembro Honorario de la Royal Academy of Arts (1983).
- Grand Prix des Arts et Letres de Francia (1984).[13]
- Premio Wolf (1985).[13]
- Premio Príncipe de Asturias de las Artes 1987.[6]
- Premio Imperial Japonés (1991).
- Medalla de oro honorífica de la ciudad de Vitoria (póstuma, 2002).

## Documental
- Ciento volando (2024). Dirigido por Arantxa Aguirre. Se estrenó en cines el 10 de enero de 2025, día en el que Chillida habría cumplido 101 años, como cierre de actos en 2024 en torno el centenario del su nacimiento. [14]

## Trayectoria como futbolista

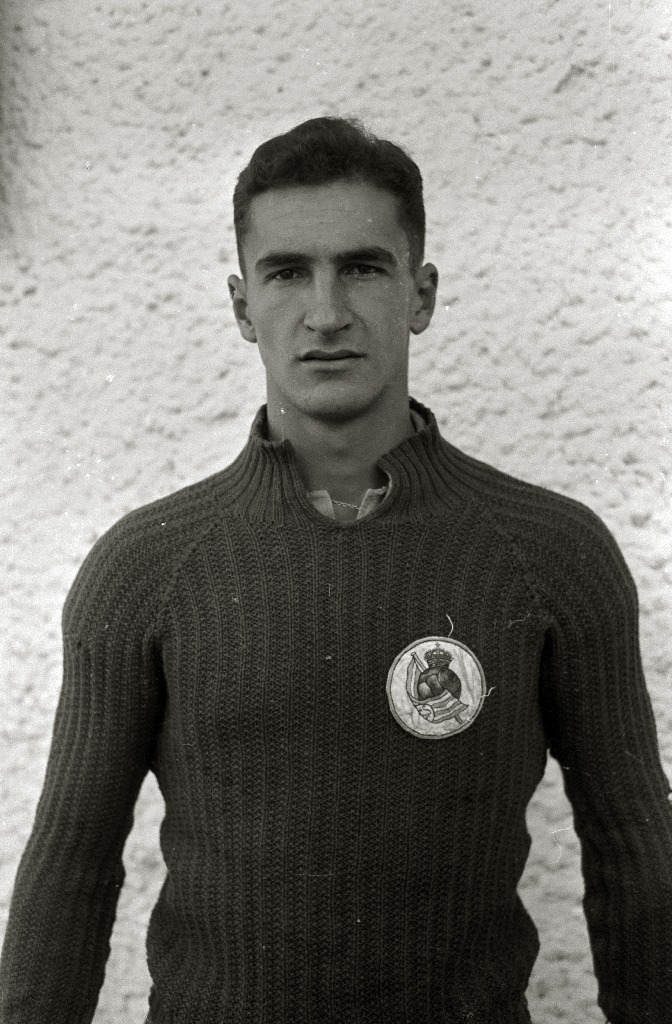
Chillida en la Real Sociedad.

Iniciado en la temporada 1942-43 de la Segunda División de España con la Real Sociedad de Fútbol, con apenas 18 años se hizo con la titularidad por delante del ya veterano Tomás Eguía. Su debut se produjo el 27 de septiembre frente al Club Atlético Osasuna en un partido que su equipo perdió en Pamplona por 3-2. Mantuvo buenas actuaciones que alternó con la suplencia a finales de año hasta que según asevera el propio Chillida, y recogen algunos allegados el 14 de febrero tras un choque con Fernando Sañudo, entonces delantero del Real Valladolid Deportivo, quedó lesionado de la rodilla y se le diagnosticó la temida tríada: rotura de menisco y de los ligamentos cruzado anterior y lateral. Sin embargo, las crónicas de la época no recogen incidente alguno en dicho encuentro, sino que simplemente cedió la titularidad al veterano Eguía.
Fue realmente en la pretemporada de la temporada siguiente cuando se produjo la fatal lesión, durante un partido amistoso en verano frente al Real Madrid Club de Fútbol. Pese a diversas operaciones se vio obligado a retirarse y no llegó a debutar en la máxima categoría del fútbol español, tras haber logrado el ascenso meses atrás. Así pues, el citado encuentro frente al equipo vallisoletano fue el último que disputó en su corta carrera deportiva, y tras la cual se dedicó plenamente al arte.
| Real Sociedad | 1942-43 | 2.ª | 11 | -11 | 3 | -4 | 14 | -15 | 1.07 |
| Real Sociedad | 1943-44 | 1.ª | -  | -   | - | -  | 0  | 0   | 0    |
| (1) Promoción de ascenso (1942-43). Sin participaciones en Copa de España (1942-44). (2) No incluye goles en partidos amistosos. |         |     |    |     |   |    |    |     |      |

### En español
- Eduardo Chillida: Escritos. La Fábrica Editorial, Madrid, 2023. ISBN 978-84-18934-95-7
- Susana Chillida: Una vida para el arte. Eduardo Chillida y Pilar Belzunce, mis padres. Editorial Galaxia Gutemberg, 2024, ISBN 978-84-10107-40-3

### En alemán
- Martin van der Koelen: Eduardo Chillida · OPUS P.I; Werkverzeichnis der Druckgraphik 1959–1972. Chorus, Mainz, 1999, ISBN 3-931876-11-X.
- Martin van der Koelen: Eduardo Chillida · OPUS P.II; Werkverzeichnis der Druckgraphik 1973–1985. Chorus, Mainz, 1997, ISBN 3-931876-12-8.
- Martin van der Koelen: Eduardo Chillida · OPUS P.III; Werkverzeichnis der Druckgraphik 1986–1996. Chorus, Mainz, 1996, ISBN 3-931876-03-9.
- Martin van der Koelen: Eduardo Chillida · OPUS P.IV; Werkverzeichnis der Druckgraphik 1966–2001. Chorus, Mainz, 2005, ISBN 3-931876-44-6.